# Hemisemidalis kulickae
Hemisemidalis kulickae là một loài côn trùng trong họ Coniopterygidae thuộc bộ Neuroptera. Loài này được Dobosz & Krzeminski miêu tả năm 2000.